# حسین‌آباد (بوئین میاندشت)
حسین‌آباد، روستایی ترک زبان از توابع بخش مرکزی شهرستان بوئین و میاندشت در استان اصفهان ایران است.

## جمعیت
این روستا در دهستان سردسیر قرار دارد و براساس سرشماری مرکز آمار ایران در سال ۱۳۸۵، جمعیت آن ۲۰۱ نفر (۵۳خانوار) بوده‌است.